# (6828) Elbsteel
(6828) Elbsteel ist ein Asteroid des Hauptgürtels. Er wurde am 12. November 1990 von Duncan I. Steel am Siding-Spring-Observatorium in Australien entdeckt und nach dem Sohn des Entdeckers, Elliott Lewis Barnaby Steel (E. L. B. Steel), benannt.